# Pristimantis cacao
Espèce
Synonymes
- Eleutherodactylus cacao Lynch, 1992

Statut de conservation UICN

 CR  : 
En danger critique
Pristimantis cacao est une espèce d'amphibiens de la famille des Craugastoridae.

## Répartition
Cette espèce est endémique du département de Cauca en Colombie. Elle se rencontre dans le parc national naturel de Munchique entre 2 200 et 2 440 m d'altitude sur le versant Ouest de la cordillère Occidentale.

## Publication originale
- Lynch, 1992 : A new species of leptodactylid frog (Eleutherodactylus) from southwestern Colombia. Herpetologica, vol. 48, no 3, p. 347-350.